# Dontsjo Donev
Dontsjo Roychev Donev (Bulgaars : Дончо Ройчев Донев) (Dimitrovgrad, 24 januari 1967) is een voormalig Bulgaars voetballer en voetbalcoach.

## Loopbaan
Donev begon zijn carrière bij FC Dimitrovgrad voordat hij speelde bij CSKA Sofia, Lokomotiv Sofia en Levski Sofia. In augustus 1996 verhuisde hij naar Turkije om te spelen voor Sarıyer GK, Vanspor, Çanakkale Dardanelspor en Denizlispor in de Süper Lig.
Donev heeft drie interlands voor het Bulgaars voetbalelftal gespeeld. Hij speelde zijn eerste interland tijdens een vriendschappelijke wedstrijd tegen Turkije op 26 augustus 1992.
Donevs zoon is ook een voormalig profvoetballer, Ronald Donev.

## Erelijst

### CSKA Sofia
- Parva Liga (2) : 1988-1989, 1989-1990
- Bulgaarse beker (2) : 1987-1988, 1988-1989

### FK Lokomotiv
- Bulgaarse beker (1) : 1994-1995

### Levski Sofia
- Bulgaarse beker (1) : 1997-1998